# Manfred Besser
Manfred Johannes Besser (* 26. Februar 1945 in Fürstenwerder (heute Żuławki) bei Danzig; † 20. August 2020 in Dahlenburg-Ellringen) war ein deutscher Künstler und Kurator.

## Leben
Manfred Besser wurde 1945 in Fürstenwerder geboren und siedelte im Jahr 1946 zusammen mit seiner Familie nach Schleswig-Holstein um.
Nach einem längeren Aufenthalt in Fontainebleau bei Paris entstand 1960 in ihm der Wunsch, Maler zu werden. 1964 zog Besser nach Hamburg, wo er ab 1965 für drei Jahre an der Hochschule für bildende Künste bei Willem Grimm studierte. Ein Jahr später wurden seine Bilder in einer ersten Ausstellung in Jönköping (Schweden) gezeigt.
Während und nach seinem Studium arbeitete Besser durchgehend im Hamburger Hafen. Das rege Treiben und die besondere Atmosphäre des Hafens hatten prägenden Einfluss auf sein künstlerisches Werk. Er eröffnete 1972 die Galerie Brücke 9 direkt an den Landungsbrücken. Nach einem Jahr wurde die Galerie wieder geschlossen und Besser ging nach London und Paris, wo er Inspiration für sein kommendes Projekt fand: Das Kontor feiner Künstlerwerkstoffe. Dieser vom englischen und französischen Stil inspirierte Laden für Künstlerbedarf wurde 20 Jahre lang eine der bekanntesten Anlaufstellen für Künstler aus Hamburg und dem Umland. Künstler wie Paul Wunderlich, Horst Janssen, Gerhard Fietz oder Udo Lindenberg kauften ihren Künstlerbedarf und suchten bis 1998 Rat bei ihrem Spezialisten.

## Werk
Seit den 1980er-Jahren waren wiederkehrende Motive in seinem künstlerischen Werk das Wasser und der Hafen. Manfred Besser hat sein Leben lang am großen Fluss gelebt und mehr als zehn Jahre am Hafen gearbeitet. Die Verarbeitung in seinen malerischen Werken stellt dabei keine kritische Auseinandersetzung dar, sondern vielmehr eine Wiedergabe der Atmosphäre und der so speziellen Hafenarchitektur. Parallel beschäftigte sich Manfred Besser mit Motiven der Landschaft. Dabei stand nicht die naturgegebene Abbildung im Vordergrund, sondern der ungegenständliche bis ins Expressionistische gesteigerte Ausdruck.
1998 unternimmt Manfred Besser mit Freunden seine berühmte Elbfahrt in einem offenen Boot von Bad Schandau nach Neu Darchau. Ein Jahr später entstehen seine Bilder zu den Ufern der Elbe: „Mit klammen Fingern habe ich unterwegs einige Skizzen gemacht – nichts Tolles, aber das meiste habe ich im Kopf“, notierte Manfred Besser in seinen Tagebüchern.
Seine Bleistiftzeichnungen, Holzdrucke, Lineolschnitte, Öl- und Acrylarbeiten wurden bisher in zahlreichen Galerien und Museen quer durch Deutschland gezeigt.

### Afrikanische Sammlung
Manfred Besser baute eine bedeutende Sammlung afrikanischer Kunst auf. Die ersten Skulpturen erwarb Besser in einem Tauschgeschäft im Kontor feiner Künstlerwerkstoffe, später folgte eine Auseinandersetzung mit dem Werk der Brücke-Künstler, Nolde, Picasso oder Gauguin, die alle Einflüsse afrikanischer und ozeanischer Kunst in ihre Werke integrierten und somit das Interesse für die afrikanischen Kultobjekte noch steigerten. Mittlerweile umfasst die Sammlung mehr als eintausend Exponate, das künstlerische Werk wurde nicht sichtbar beeinflusst.

### Über die Kunst hinaus
Neben seiner Tätigkeit als Künstler und Sammler wirkte Besser auch als Kurator und Manager. Besonders für Udo Lindenberg hat er 40 Ausstellungen kuratiert und stand dem deutschen Musiker in künstlerischen Fragen beratend zur Seite. In Zusammenarbeit mit der Treuhandstiftung Gerhard Fietz betreute Manfred Besser den Nachlass von Gerhard Fietz und hat für den bedeutenden deutschen Künstler der Nachkriegszeit über 30 Ausstellungen kuratiert.

## Ausstellungen (Auswahl)
- 1966: In Jönköping, Schweden
- 1990: Bilder vom Hafenrand
- 1993: Arkadiens Gärten
- 1995: Bilder aus 20 Jahren
- 2000: Stadt, Land, Fluss, Museum für Hamburgische Geschichte
- 2003: Galerie Heike Hinkelmann, Hamburg
- 2011: Natur - Pur, Galerie Elbchaussee Acht, Hamburg
- 2014: Kloster Cismar, zusammen mit Klaus Fußmann
- 2016: Land, Stadt, Land – Blicke auf Berlin und Brandenburg – Bilder aus der Sammlung des Rundfunk Berlin-Brandenburg, Kunstgalerie Altes Rathaus, Fürstenwalde mit Otto Antoine, Lutz Brandt, Manfred Butzmann, Christo, Klaus Fußmann, Rolf Händler, Thomas Hartmann, Ingo Kühl, Harald Metzkes, Arno Mohr, Kurt Mühlenhaupt, Karl Oppermann, Barbara Raetsch, Frank Rödel, Karin Sakrowski, Hans-Otto Schmidt, Herbert Tucholski, Ulla Walter u. a.[8]

## Kuration (Auswahl)
- 1986: Patient und Arzt: der kranke Mensch im Spiegel der Kunst
- 2011/12: Udo Lindenberg: Udo. Die Ausstellung. Schloss Neuhardenberg, Museum für Kunst und Gewerbe Hamburg und Jagdbschloss Augustusburg
- 2010: Gerhard Fietz: Jedes Bild ein Zeichen
- 2014: Gerhard Fietz: Russlandbilder